# Igreja Católica no Vaticano
O Vaticano é atualmente a sede mundial da Igreja Católica, onde reside o Papa, líder da Igreja, e a Santa Sé, órgão supremo da administração vaticana.

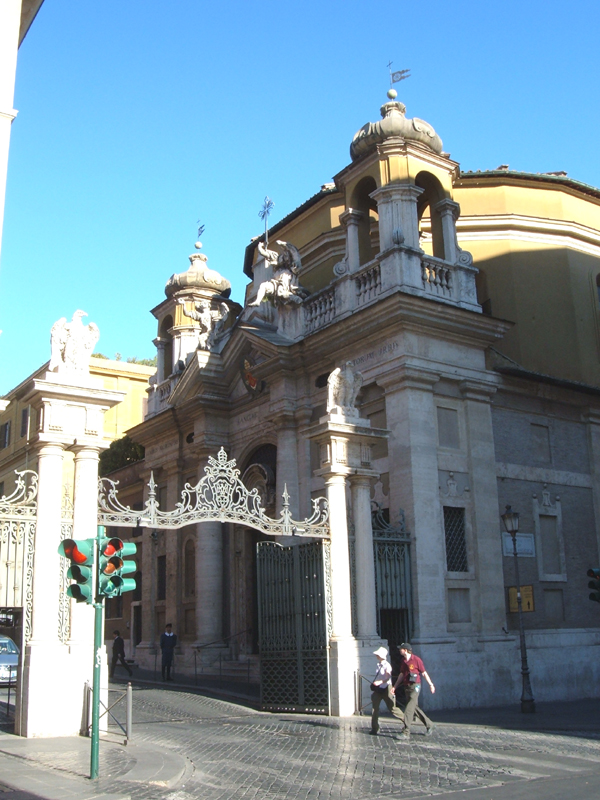
Igreja de Santana no Vaticano, desde 1929 considerada igreja paroquial do Vaticano

A Igreja Católica no Vaticano, desde a fundação do país, em 1929, inclui uma comunidade de menos de 1.000 habitantes, a virtude especial de seu ofício, como funcionários do Vaticano ou com permissão do Papa para viver nos 0,44 quilômetros quadrados  do território da Cidade do Vaticano.
Como resultado da administração de Pio XI, em conexão com o restabelecimento da reorganização do Estado Papal, a Igreja no Vaticano hoje está sujeita ao vigário geral para a cidade do Vaticano, ligado à Diocese de Roma.
A igreja paroquial do Vaticano, é a Igreja de Sant'Anna (tradicionalmente referida como: Sant'Anna dei Palafrenieri), que pastoralmente é cuidada pela Ordem de Santo Agostinho, e está sujeita ao vigário do Vicariato da Cidade do Vaticano.